# Gigantografia

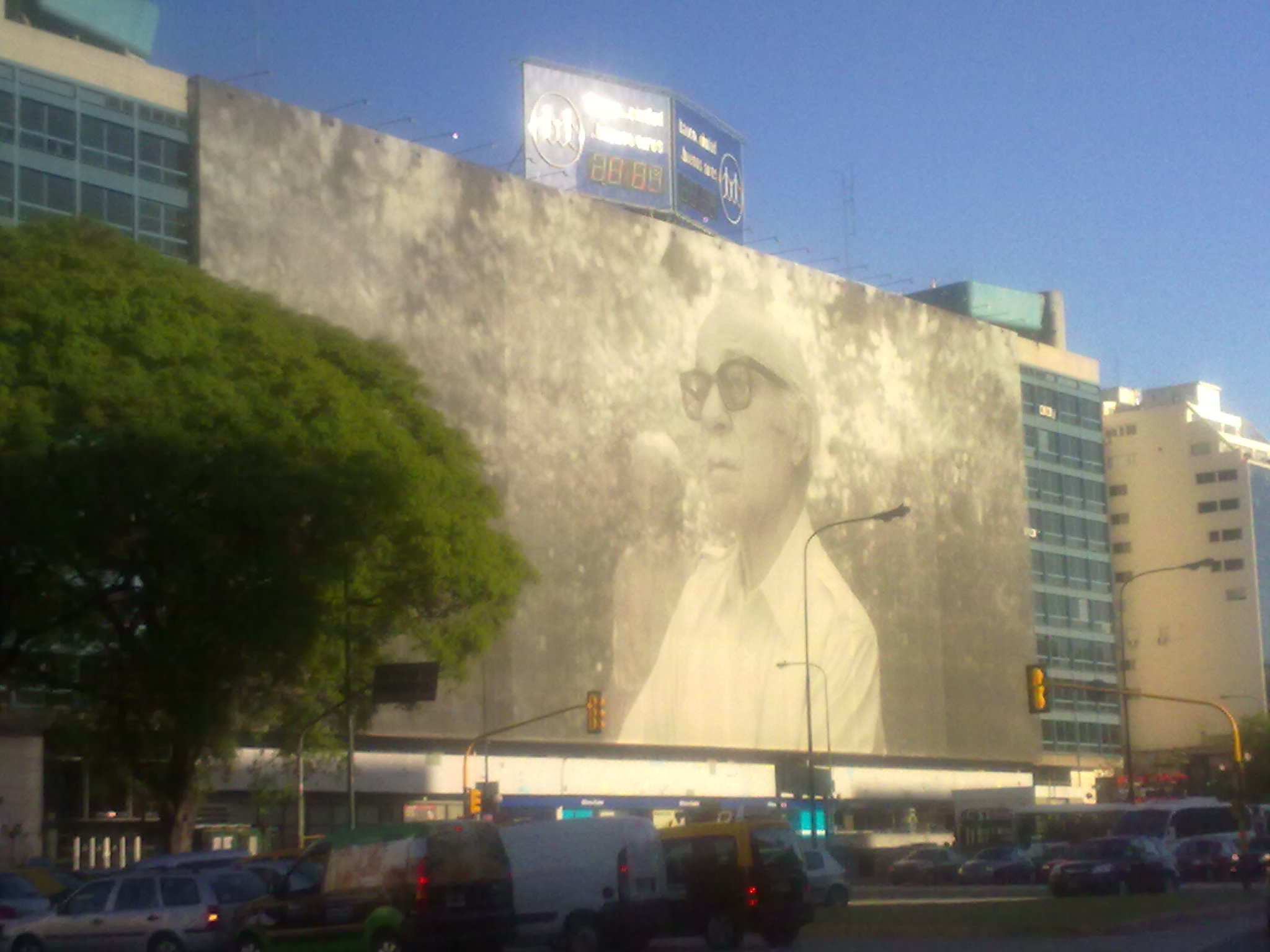
Gigantografia

La gigantografia è una speciale tecnica di stampa fotografica che serve a ottenere immagini di grandi dimensioni, superiori a quelle dei normali poster, fino a molti metri quadri di estensione.

## Immagine
Qualunque tipo di immagine può essere ingrandito fino a formare una gigantografia, ma il risultato finale varia a seconda di diversi parametri. 
Per consentire una stampa chiara, senza effetti di sfocatura, l'immagine di partenza deve essere di qualità adeguata al prodotto finale. 
Nelle immagini realizzate appositamente, le dimensioni dell'immagine di partenza possono essere determinate in anticipo dal grafico, che nel caso di immagini digitali può indicare in anticipo il numero di megapixel necessari. Nel caso di immagini di dimensioni insufficienti, possono essere usati algoritmi di interpolazione per procurare ulteriori dettagli apparenti e aumentare la nitidezza.

### Scelta della risoluzione
Nella progettazione delle gigantografie vengono spesso valutati due fattori: la distanza dello spettatore e il soggetto.
- Se la distanza dello spettatore dalla stampa è inferiore a un metro è consigliabile una risoluzione di almeno 80 PPI.
- Se il soggetto della stampa è un elemento molto dettagliato che l'occhio umano osserva chiaramente da vicino in natura, inconsciamente viene cercato il dettaglio ed è quindi consigliabile presentare stampe con alta risoluzione. Al contrario, di fronte a soggetti di grandi dimensioni come per esempio un panorama, l'osservatore è più rilassato e cercare il dettaglio diventerà secondario.[4]

## Materiali di stampa
Le gigantografie possono essere stampate su carta oppure su materiali sintetici come il vinile. Il tipo di materiale di supporto può condizionare la resa finale della stampa; per esempio, i materiali sintetici durano di più e mantengono meglio il colore perché non vengono deteriorati da acqua e luce del sole. 
Alcuni dei più comuni supporti  per la stampa di grande formato sono:
- Tela
- Tela per camion
- Tela retroilluminata
- Tela banner
- Tela frontale
- Vinile autoadesivo
- Vinile microforato
- Vinile elettrostatico
- Tessuto telato
- Carta da parati
- Carta fotografica satinata
- Carta di cotone

La qualità dei sistemi di stampa contemporanei può permettere risoluzioni di 1200 DPI anche su supporti telati.

## Usi
La gigantografia ha spesso come scopo la pubblicità o la propaganda. Nel campo della pubblicità, per esempio, una gigantografia posizionata in un luogo strategico con grande flusso pedonale e di traffico fornisce una notevole visibilità. Tuttavia, le possibilità sono ampie e includono la realizzazione di vere e proprie opere d'arte. 
Alcune tipici impieghi della gigantografia includono:
- Pubblicità
- Propaganda
- Insegne commerciali
- Segnali stradali o autostradali
- Facciate di aziende o negozi
- Coperture di ponteggi
- Carta da parati
- Decorazioni
- Striscioni
- Arredamento

Negli anni cinquanta e sessata del Novecento era comune l'uso delle gigantografie di paesaggi (foreste, spiagge e simili) come carta da parati. I prodotti tuttavia spesso non erano di buona qualità perché le tecnologie del periodo non consentivano un'alta definizione.